# Вулиця Симона Петлюри (Житомир)
Вулиця Симона Петлюри — вулиця в Богунському районі міста Житомир. Названа на честь Головного Отамана Директорії УНР Симона Петлюри, державного та військового діяча Української Народної Республіки.

## Історія
Між вулицями Радивілівською та Західною траса вулиці сформувалася на початку ХХ століття відповідно до запроєктованої конфігурації генеральним планом міста середини ХІХ століття, яким передбачалася радіально-кільцева структура вулиць. Вулиця передбачалася як пряме продовження Троянівської вулиці від Подільського мосту до Західної вулиці — запроєктованої західної межі міста.
На мапах 1906, 1915 років показана як Троянівська вулиця.
Станом на 1915 рік, Троянівська вулиця у передмісті Мальованка.
До Другої світової війни вулиця сформувалася в нинішніх межах, продовжившись до Павликівського кладовища (нині пустир); здебільшого сформувалася забудова по обидві сторони вулиці. На мапах 1941 — 1942 рр. і в подальшому, до 1958 року, вулиця відома за назвою Західний провулок.
Попередня назва — 3-й Піонерський провулок. Відповідно до розпорядження Житомирського міського голови від 19 лютого 2016 року № 112 «Про перейменування топонімічних об'єктів та демонтаж пам'ятних знаків у м. Житомирі», перейменована на вулицю Симона Петлюри